# Курфюрстки дворец (Бон)
Курфюрсткият дворец в центъра на град Бон е резиденция на курфюрстите на Курфюрство Кьолн до 1794 година.
Неотделима част от сградата е бонският Хофгартен – обширен дворцов парк, разположен южно от двореца. Днес в сградата се помещава Рейнският Фридрих-Вилхелмов университет на Бон. Дворецът и дворцовата градината са архитектурни паметници и са поставени под защита като културните паметници.

## История
Предшестващата сграда на мястото на днешния дворец е построена от името на курфюрст Салентин фон Изенбург между 1567 и 1577 г. Този дворец, ограничен на юг от градската стена, е бил разрушен по време на окупацията на Бон от войските на съюзниците на курфюрст Йозеф Клеменс през 1689 г., когато той превзел града обратно в своя власт.
През годините 1697–1705 г. Йозеф Клеменс разпоредил възстановяването на двореца във вид на наподобяващ крепост четирикрилен комплекс с четири ъглови ризалити според плановете на придворния архитект на Мюнхен Енрико Зукали, а за ръководител на строежа е избран Антонио Рива. Сградата е групирана около правоъгълен аркаден двор и се отваря в североизточна посока към почетния двор, който е главният вход на двореца по време на курфюрстката ера. Около 1700 г. към западното крило на двореца е добавена двойната църква. На нейно място днес се намира университетската аула.
През 1715–1723 г. Робер де Кот (1656–1735 г.) отваря тази строга сграда на юг и оформя дворцовата градина. През 1744 г. южната страна се сдобива със статуята на Мадона „Regina Pacis“ (лат.: Кралица на мира), покровителката на университета. Позлатената скулптура е от скулптора Вилхелм Ротермонд и е монтирана над южния вход.
На 15 януари 1777 г. дворецът изгаря. Пожарът е избухнал рано сутринта в западното крило, обхванал е покривните греди и е довел до експлозия в барутния погреб. Спасителните операции продължават през целия ден, а градът е заплашен от опожаряване. Загиват мнозина. Реконструкцията след пожара не започва веднага. Само дворцовото градинско крило е възстановено в опростен вид. Дворцовата църква, която също е разрушена, е заменена от по-малка двойна църква в източното крило, където се намира и до днес. Когато френските революционни войски навлизат през 1794 г., използването на двореца като курфюрстка резиденция приключва.
През 1818 г. пруският крал Фридрих Вилхелм III дарява сградата на новоучредения Фридрих-Вилхелмски университет, който и днес я използва като основен корпус. През втората половина на 1920-те години, въз основа на плановете на Зукали и де Кот, крилата, унищожени от пожара в двореца, са възстановени и за първи път е издигната четвърта ъглова кула. През октомври 1944 г. сградата отново е разрушена от въздушно нападение и е възстановена отново до 1951 г. след Втората световна война.
Бонският университет е разположен в двореца от основаването си през 1818 г.

## Галерия
- Архангел Михаил върху Кобленцката врата (2007 г.)
- Южен изглед на Кобленцката врата (2013 г.)
- Олтарно помещение на дворцовата църква
- Новият орган от 2012 г.

## Източник
1. ↑  Werner Hesse, Der große Brand des kurfürstlichen Schlosses zu Bonn am 15. Januar 1777. Erschienen in Bonn 1876.

|  | Тази страница частично или изцяло представлява превод на страницата Kurfürstliches Schloss (Bonn) в Уикипедия на немски. Оригиналният текст, както и този превод, са защитени от Лиценза „Криейтив Комънс – Признание – Споделяне на споделеното“, а за съдържание, създадено преди юни 2009 година – от Лиценза за свободна документация на ГНУ. Прегледайте историята на редакциите на оригиналната страница, както и на преводната страница, за да видите списъка на съавторите. ВАЖНО: Този шаблон се отнася единствено до авторските права върху съдържанието на статията. Добавянето му не отменя изискването да се посочват конкретни източници на твърденията, които да бъдат благонадеждни. |